# Copa de Montenegro
La Copa de Montenegro (en montenegrino: Crnogorski fudbalski kup; en montenegrino cirílico: Црногорски фудбалски куп), es la copa nacional de fútbol más importante a nivel profesional de clubes de Montenegro.
La primera edición fue disputada en la temporada 2006-07 y el Rudar Pljevlja se hizo con dicho título, el Budućnost Podgorica es el equipo que más veces se alzó con la copa, con un total de 5 campeonatos.

## Historia
Desde 1946, los clubes de fútbol montenegrinos participaron en el sistema de fútbol de la Antigua Yugoslavia, por lo que entre 1947 y 1992 participaron en la Copa de Yugoslavia. De 1992 a 2006, los equipos montenegrinos participaron en las Copas de la República Federativa de Yugoslavia y Serbia y Montenegro. El participante más exitoso fue el FK Budućnost, que disputó dos finales de la Copa de Yugoslavia (1964-65 y 1976-77).
De igual forma los clubes montenegrinos de divisiones inferiores que no participaban en la Primera División de Yugoslavia participaron en la Copa de la República de Montenegro, competición que se celebró desde 1947 a 2006, y cuyo ganador se clasificaba para la primera fase de la Copa de Yugoslavia.

## Sistema de competición
El torneo es disputado por la totalidad de los clubes que integran la Primera y Segunda División de Montenegro, junto a los dos mejores clasificados de cada uno de los 3 grupos de la Tercera División, para completar de ese modo 30 cupos. Es una competición de eliminación directa.
Se disputa por rondas, en la primera de ellas, a partido único, toman parte todos los equipos salvo los finalistas de la edición anterior que se incorporan en la segunda ronda, equivalente a dieciseiavos y que se disputa a doble partido. Las siguientes rondas también se disputan a doble partido hasta la final, disputada a partido único en el Estadio Pod Goricom de Podgorica.
El equipo campeón accede a la primera ronda de clasificación de la Liga Europea de la UEFA.

## Palmarés
| Temporada | Campeón                                        | Resultado                                      | Finalista                                      | Sede de la final                               |
| --------- | ---------------------------------------------- | ---------------------------------------------- | ---------------------------------------------- | ---------------------------------------------- |
| 2006–07   | Rudar Pljevlja                                 | 2 - 1                                          | Sutjeska Nikšić                                | Estadio Pod Goricom, Podgorica                 |
| 2007–08   | Mogren Budva                                   | 1 - 1 (6-5 pen.)                               | Budućnost Podgorica                            | Estadio Pod Goricom, Podgorica                 |
| 2008–09   | OFK Petrovac                                   | 1 - 0                                          | Lovćen Cetinje                                 | Estadio Pod Goricom, Podgorica                 |
| 2009–10   | Rudar Pljevlja                                 | 2 - 1                                          | Budućnost Podgorica                            | Estadio Pod Goricom, Podgorica                 |
| 2010–11   | Rudar Pljevlja                                 | 2 - 2 (5-4 pen.)                               | Mogren Budva                                   | Estadio Pod Goricom, Podgorica                 |
| 2011–12   | Čelik Nikšić                                   | 2 - 1                                          | Rudar Pljevlja                                 | Estadio Pod Goricom, Podgorica                 |
| 2012–13   | Budućnost Podgorica                            | 1 - 0                                          | Čelik Nikšić                                   | Estadio Pod Goricom, Podgorica                 |
| 2013–14   | Lovćen Cetinje                                 | 1 - 0                                          | Mladost Podgorica                              | Estadio Pod Goricom, Podgorica                 |
| 2014–15   | Mladost Podgorica                              | 2 - 1                                          | OFK Petrovac                                   | Estadio Pod Goricom, Podgorica                 |
| 2015–16   | Rudar Pljevlja                                 | 0 - 0 (4-3 pen.)                               | Budućnost Podgorica                            | Estadio Pod Goricom, Podgorica                 |
| 2016–17   | Sutjeska Nikšić                                | 1 - 0                                          | OFK Grbalj                                     | Estadio Pod Goricom, Podgorica                 |
| 2017–18   | Mladost Podgorica                              | 2 - 0                                          | FK Igalo                                       | Estadio Pod Goricom, Podgorica                 |
| 2018–19   | Budućnost Podgorica                            | 4 - 0                                          | Lovćen Cetinje                                 | Estadio Pod Goricom, Podgorica                 |
| 2019–20   | No disputada debido a la pandemia del COVID-19 | No disputada debido a la pandemia del COVID-19 | No disputada debido a la pandemia del COVID-19 | No disputada debido a la pandemia del COVID-19 |
| 2020–21   | Budućnost Podgorica                            | 3 - 1                                          | Dečić Tuzi                                     | Estadio Pod Goricom, Podgorica                 |
| 2021–22   | Budućnost Podgorica                            | 1 - 0                                          | Dečić Tuzi                                     | Estadio Pod Goricom, Podgorica                 |
| 2022–23   | Sutjeska Nikšić                                | 1 - 1 (4-3 pen.)                               | Arsenal Tivat                                  | Estadio Pod Goricom, Podgorica                 |
| 2023–24   | Budućnost Podgorica                            | 2 - 1                                          | Jezero Plav                                    | Estadio Pod Goricom, Podgorica                 |
| 2024–25   | Dečić Tuzi                                     | 1 - 0                                          | Mornar Bar                                     | Gradski stadion, Nikšić                        |

## Títulos por club
| Club                             | Campeón | Años campeón                 | Subcampeón | Años subcampeón  |
| -------------------------------- | ------- | ---------------------------- | ---------- | ---------------- |
| FK Budućnost Podgorica           | 5       | 2013, 2019, 2021, 2022, 2024 | 3          | 2008, 2010, 2016 |
| FK Rudar Pljevlja                | 4       | 2007, 2010, 2011, 2016       | 1          | 2012             |
| OFK Titograd (Mladost Podgorica) | 2       | 2015, 2018                   | 1          | 2014             |
| FK Sutjeska Nikšić               | 2       | 2017, 2023                   | 1          | 2007             |
| FK Lovćen Cetinje                | 1       | 2014                         | 2          | 2009, 2019       |
| FK Dečić Tuzi                    | 1       | 2025                         | 2          | 2021, 2022       |
| FK Mogren Budva †                | 1       | 2008                         | 1          | 2011             |
| OFK Petrovac                     | 1       | 2009                         | 1          | 2015             |
| FK Čelik Nikšić                  | 1       | 2012                         | 1          | 2013             |
| OFK Grbalj                       | -       | -----                        | 1          | 2017             |
| FK Igalo                         | -       | -----                        | 1          | 2018             |
| FK Arsenal Tivat                 | -       | -----                        | 1          | 2023             |
| FK Jezero Plav                   | -       | -----                        | 1          | 2024             |
| FK Mornar Bar                    | -       | -----                        | 1          | 2025             |

- † Equipo desaparecido.